# Acordo Global e Inclusivo de Pretória
O Acordo Global e Inclusivo de Pretória ou Pretória II é um tratado assinado na cidade de Pretória, África do Sul, em  dezembro de 2002 para a pacificação da República Democrática do Congo. Foi seguido pela constituição de transição de 2003 e pelo Governo de Transição ou governo 1 + 4, ou seja, um presidente e quatro vice-presidentes.